# 仙髄
仙髄（せんずい、英: sacral spinal cord ; sacral region of spinal cord ; sacrum marrow）は、脊椎（頸椎、胸椎、腰椎、仙椎、尾椎）の脊髄腔の中を通る脊髄（頸髄、胸髄、腰髄、仙髄）のうち、脊椎の最下部のS1からS5の仙骨（仙椎）の中を通る神経部分を指す。中枢神経系に分類される。
この部位から大腸、膀胱、生殖器へと繋がる副交感神経が発している。
仙髄（S2～S4）側角に始まる骨盤内臓神経。なお脊髄では大脳と比較して灰白質・白質の位置関係は逆転し、灰白質は脊髄の中心部に、白質はその外側に位置している。

## 仙髄神経
それぞれの脊髄神経は交感神経幹から灰白交通枝を受け取っているが、白交通枝は全ての脊髄神経から出てはいない。 白交通枝は第一頚から第一腰神経までから分岐する一方、第二、第三、第四仙髄神経から直接骨盤神経叢へ向かう臓側枝が仙髄神経の部類に入る。 白交通枝を通して交感神経に届く繊維は有髄で、交感神経節の細胞から起こるこれらは殆ど完全に無髄である。

## 位置
仙椎は腰椎の下にある大きな三角形をした左右の仙骨に挟まれた位置にある。脊椎のS1からS5。仙椎は出生時には５つに分かれており、15～18歳頃になると徐々にくっつき始め、30歳を超える頃には大きな一つの骨、仙骨となる。仙椎は英語でsacralと言い、もともと５つの仙椎が集まって１つとなった後でも、部位により上からS1~S5と省略して呼ばれる。S1とS2は主に臀部から足の裏側（太もも裏やふくらはぎ）、足裏からつま先までの神経器官を、S3~S5は臀部や排便・排尿器官のコントロールを担っている。

## 損傷
交通事故などで仙骨を骨折し、仙髄にダメージを受けたりして損傷した人の中には、一時的に排尿がしづらくなったり、脹脛（ふくらはぎ）や踵（かかと）などに痺れを感じたりする場合がある。

## ウイルス感染
性器ヘルペスウイルスは、骨盤内仙髄神経節に潜伏感染する。